# Championnat de Bahreïn de football 2017-2018
Navigation
Saison précédente Saison suivante
La saison 2017-2018 du Championnat de Bahreïn de football est la soixante-deuxième édition du championnat national de première division à Bahreïn. Les dix meilleurs clubs du pays sont regroupés au sein d'une poule unique et s'affrontent deux fois au cours de la compétition, à domicile et à l'extérieur. En fin de saison, les deux derniers du classement sont relégués et remplacés par les deux meilleurs clubs de deuxième division.
C'est le Al Muharraq Club qui remporte la compétition. C'est le 34e titre de champion de Bahreïn de l'histoire du club, qui est le club le plus titré du pays.

## Les clubs participants
- Al Muharraq Club
- Al Najma Club
- Riffa Club
- Al Hidd Club
- East Riffa
- Manama Club
- Malikiya Club
- Al-Ahli Club
- Al Ettihad Club - Promu de D2
- Al-Shabab Club - Promu de D2

## Compétition

### Classement
Le classement est établi sur le barème de points classique (victoire à 3 points, match nul à 1, défaite à 0).
| Rang | Équipe           | Pts  | J  | G  | N | P  | Bp | Bc | Diff |
| ---- | ---------------- | ---- | -- | -- | - | -- | -- | -- | ---- |
| 1    | Al Muharraq Club | 45   | 18 | 14 | 3 | 1  | 31 | 7  | +24  |
| 2    | Al Najma ClubC   | 30   | 18 | 8  | 6 | 4  | 34 | 26 | +8   |
| 3    | Manama Club      | 29   | 18 | 8  | 5 | 5  | 33 | 20 | +13  |
| 4    | Malikiya ClubT   | 28   | 18 | 8  | 4 | 6  | 38 | 30 | +8   |
| 5    | Al-Shabab ClubP  | 24   | 18 | 5  | 9 | 4  | 19 | 20 | -1   |
| 6    | Al Hidd Club     | 21   | 18 | 5  | 6 | 7  | 22 | 30 | -8   |
| 7    | Riffa Club       | 19   | 18 | 5  | 4 | 9  | 22 | 31 | -9   |
| 8    | East Riffa       | 17   | 18 | 3  | 8 | 7  | 24 | 32 | -8   |
| 9    | Al Ettihad ClubP | 14   | 18 | 3  | 5 | 10 | 22 | 34 | -12  |
| 10   | Al-Ahli Club     | 13-3 | 18 | 4  | 4 | 10 | 21 | 34 | -13  |

|  | Qualification pour le tour préliminaire de la Ligue des champions de l'AFC 2019 |
|  | Qualification pour la Coupe de l'AFC 2019                                       |
|  | Qualification pour les barrages                                                 |
|  | Relégation directe en deuxième division                                         |
|  | T : Tenant du titre C : Vainqueur de la Bahreini King's Cup P : Promu de D2     |

- Al-Ahli Club : 3 points de pénalités

## Barrages de relégation
|                     | Club           | Score | Club           |
| Aller 9. mai 2018   | East Riffa     | 1:2   | Busaiteen Club |
| Retour 13. mai 2018 | Busaiteen Club | 0:2   | East Riffa     |
| Total               | East Riffa     | 3:2   | Busaiteen Club |

- East Riffa se maintient en première division.

## Bilan de la saison
| Championnat de Bahreïn de football 2017-2018                        |                              |
| Champion                                                            | Al Muharraq Club (34e titre) |
| Coupes et trophées                                                  |                              |
| Vainqueur de la Bahreini King's Cup                                 | Al Najma Club                |
| Qualifications continentales                                        |                              |
| Ligue des champions de l'AFC 2019 (tour préliminaire)               | Al Muharraq Club             |
| Coupe de l'AFC 2019                                                 | Al Najma Club                |
| Promotions et relégations                                           |                              |
| Promus en Bahraini Premier League                                   | Al Hala Sports Club          |
| Promus en Bahraini Premier League                                   | Budaiya Club                 |
| Relégués en Championnat de Bahreïn de football de deuxième division | Al Ettihad Club              |
| Relégués en Championnat de Bahreïn de football de deuxième division | Al-Ahli Club                 |